# Грижинка

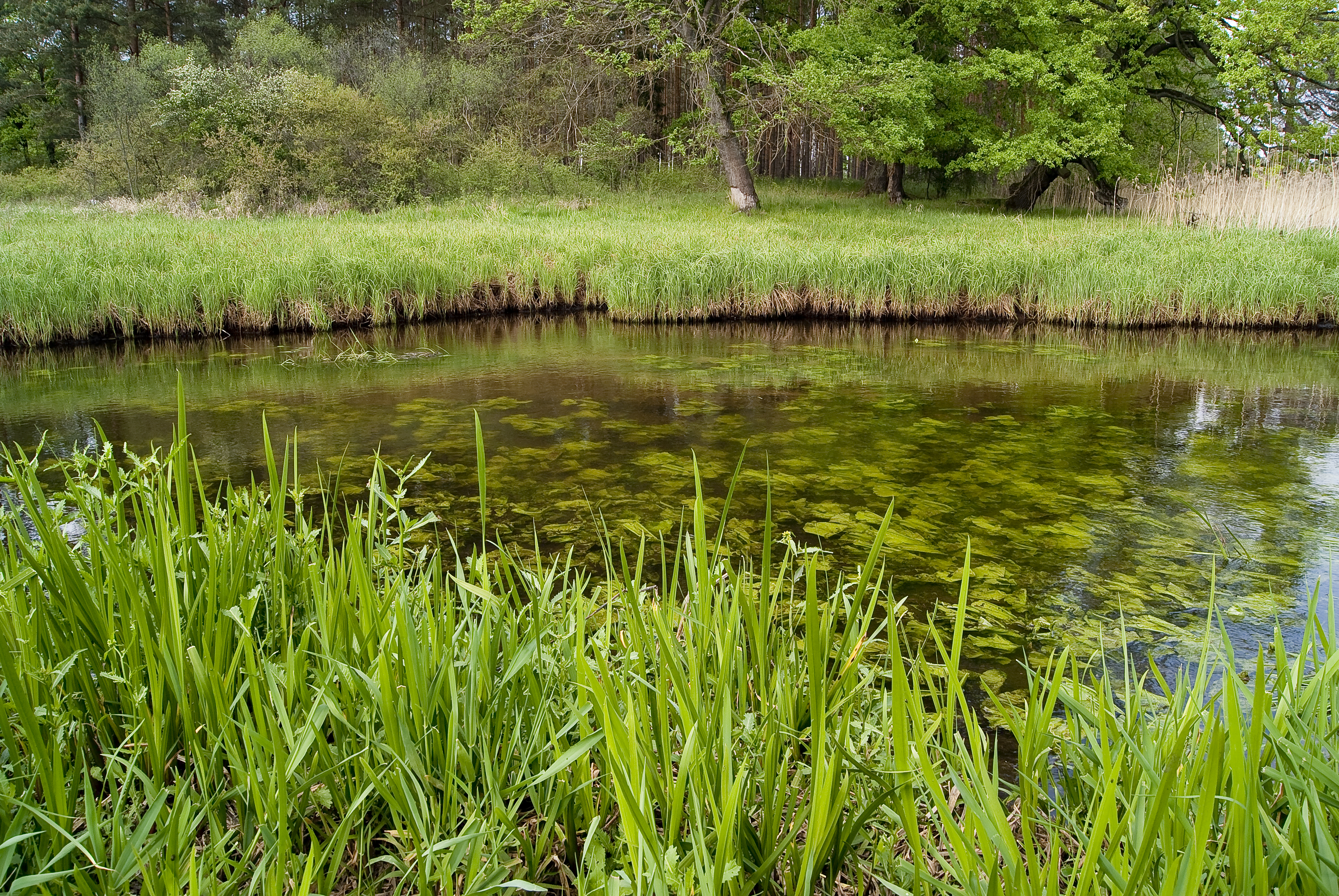
Грижинка

Грижинка (пол. Gryżynka) — річка в Польщі, у Кросненському повіті Любуського воєводства. Права притока Одри (басейн Балтійського моря).

## Опис
Довжина річки 15,98 км, висота гирла над рівнем моря — 42  м, найкоротша відстань між витоком і гирлом — 15,98  км, коефіцієнт звивистості річки — 1,29 .

## Розташування
Бере початок у селі Грижина ґміни Битниця. Тече переважно на південний захід через Грабин, Шклярку Радницьку і на південно-східній стороні від села Радниця ґміни Красно-Оджанське впадає у річку Одру.

## Цікавий факт
- Між селами Грижина та Грабин річка протікає територією Ландшафтного парку «Гражина».